# 煎蛋网
煎蛋是一个中文团队博客，采用Wordpress程序，于2006年10月12日上线。 其主要内容翻译自其他语言的网站，目的是为了让中文网友了解其他国家的信息。煎蛋的主要栏目包括：小游戏、小学堂、发霉啦、无聊图、妹子图、走近科学、Geek、设计快读等。2018年11月之后，部分栏目由于审查已逐步关闭。

## 事件

### 版权协议变更
煎蛋的文字原本采用创作共用署名-非商业-保持一致协议授权，因其站点文字屡次被其他网站在没有遵守该协议的情况下抄袭，在2008年11月1日煎蛋发文宣布放弃此协议。许多网友纷纷在文章留言讨论煎蛋放弃创作共用协议和申明版权的是否合理。对此煎蛋随后数次更新该文章，表示会遵守创作共用协议，只申明文字版权，其他内容版权归原作者。

### 2014年网易订阅的纠纷
2014年6月21日，煎蛋网指责网易订阅频道抓取了其的内容但是没有标注煎蛋的版权信息及反向链接。24日，网易订阅频道发布公告致歉并安排于PC浏览时添加原文地址。

### 2017年视觉中国版权纠纷
2017年4月20日，煎蛋在自己网站与微信公众号公开文章中称，其于4月14日收到视觉中国的版权确认邮件，由于煎蛋长期翻译、“搬运”外媒文章，其中有配图来自盖帝图像，涉嫌侵权。自称“煎蛋网的唯一员工”sein迅速回复，表示一切文章均按照創用CC模式进行，并希望达成谅解。然而在随后邮件交涉中，双方无法达成统一。
sein认为视觉中国的赔偿要求会让网站陷入停摆，选择将邮件公示，力图争取关注与支持。
4月26日，煎蛋网与视觉中国宣布达成和解，准备长期合作。由于保密等原因，公告中没有公布金额等细节，此前发出的与视觉中国的初步交涉过程和往来邮件等也被煎蛋网自行删除。

### 创始人患病
据报道，2019新型冠状病毒疫情期间，居住武汉的煎蛋网创始人骆水银（sein）1月22日起身体不适，2月6日经远程诊断疑已患病。
2月7日晚sein更新状态，基本可以排除新型冠状病毒感染，但之前确实感到不适，在封城的压力下产生恐慌发作。

## 栏目
- 新鲜事
- 问答
- 树洞
- 随手拍

- 无聊图：网友们在此處分享自己喜欢的图片，内容大多为带有吐槽属性的图片和搞笑图片。[19]

#### 已关闭栏目
- 小学堂：小学堂的内容都是关于科学有趣的小视频的（多數來自Youtube），視頻中的内容由煎蛋网的编者们翻译成中文。
- 小电影：网民可以在这个栏目贴出自己认为好玩的视频。[20]
- 走进科学：此栏目主要翻译一些科普性质的文章。[21]
- 妹子图：网友在此栏目分享自己认为好看的女性图片。[22][5]
- 发霉啦FML：即 Fuck My Life，煎蛋将其中文化翻译为发霉啦系列。 栏目内容以翻译自美国网站FMyLife用户发表的短故事为主要内容。大部分都是记录各人在生活中遇到的不可思议或者相当无奈的事情。[23][5]

## 吉祥物
煎蛋网的吉祥物为一只名为“超载鸡”的黄色小鸡，主要在网站标志及网站过载时出现，或作为网站图片中的暗藏水印。